# Yevgueni Lukantsov
Yevgueni Viacheslávovich Lukantsov –en ruso, Евгений Вячеславович Луканцов– (Irkutsk, 5 de diciembre de 1991) es un deportista ruso que compite en piragüismo en la modalidad de aguas tranquilas.
Ganó dos medallas de bronce en el Campeonato Mundial de Piragüismo, en los años 2017 y 2018, ambas en la prueba de K1 200 m.

## Palmarés internacional
| Campeonato Mundial | Campeonato Mundial          | Campeonato Mundial | Campeonato Mundial |
| Año                | Lugar                       | Medalla            | Competición        |
| ------------------ | --------------------------- | ------------------ | ------------------ |
| 2017               | Račice (República Checa)    | Medalla de bronce  | K1 200 m           |
| 2018               | Montemor-o-Velho (Portugal) | Medalla de bronce  | K1 200 m           |